# Filomeno Padula
Filomeno Padula (Padula, 10 novembre 1836 – Padula, 30 dicembre 1912) è stato un patriota e politico italiano. Era fratello del sacerdote Vincenzo Padula, con cui partecipò alla Spedizione dei Mille, con Garibaldi.

## Biografia
Filomeno era il fratello minore di don Vincenzo Padula. La famiglia Padula si era trasferita nell’omonimo paese dal borgo natale di Montemurro, in Lucania, dove vari suoi esponenti erano stati coinvolti nelle lotte a sostegno dei principi costituzionali e liberali.
Padula era allora il principale centro abitato del Vallo di Diano, con una popolazione vicina a quella del capoluogo Salerno. «Il suo sviluppo demografico era legato alla vicina certosa di S. Lorenzo, non solo importante luogo di vita monastica e di studio, ma anche centro economico, propulsore e gestore di attività artigianali e agricole all’intero come all’esterno del suo circondario.»

### I Mille e l'attività di guardia civile
Suo fratello fu uno dei prediletti di Carlo Pisacane, che organizzò la spedizione di Sapri, cui Vincenzo avrebbe dovuto dare appoggio. Ma fu arrestato, imprigionato a Salerno e successivamente esiliato a Genova. Da lì parti per Marsala, in Sicilia, dove rimase ferito e morì poco tempo dopo. Fu raggiunto da Filomeno in poco tempo, morendo fra le sue braccia.
Da quell'evento, Filomeno fu indotto a combattere il crimine e le ingiustizie. Si unì anche lui ai garibaldini e dopo l'Unità di'Italia, dal 1862, iniziò la sua attività di milizia come capitano della Guarda Nazionale di Padula, accanto a Vincenzo Santelmo. La guardia, nuovo organismo di polizia, fungeva da milizia comunale nei vari paesi minori. Si distinse per la lotta al brigantaggio locale e sui confini appenninici della vicina Basilicata. L'operazione più importante fu quella del 20 dicembre 1864, che portò alla cattura e all'arresto di Angelantonio Masini, noto brigante, ricercato per 20.000 ₤. Grazie a questo evento, Filomeno venne decorato con la medaglia d'argento al valor militare.

### L'attività politica
Nel 1877 fonda la prima Società Operaia di Mutuo Soccorso di Padula. Nel 1879 viene eletto Consigliere Provinciale fino al 1884, sostituito poi da Giuseppe Mezzacapo. Fu un riferimento della sinistra locale, per Giovanni Nicotera.
Grazie alla nomina di Capo dell'Ufficio Postale, Filomeno riuscì a ricavare abbastanza denaro per recuperare alcuni beni appartenenti ai monaci della Certosa di San Lorenzo, come i ruderi dell’abbazia benedettina di San Nicola al Torone. Acquistò il palazzo in cui la sua famiglia aveva vissuto, ancora appartenente ai discendenti, nei pressi della Chiesa di San Clemente.